# إنا لله وإنا إليه راجعون
إنّا لله وإنّا إليهِ رَاجعُون ذكر يقوله المسلمون عند الوقوع في مصيبة ما، أو عند سماع خبر وفاة شخص ما. وهي مأخوذة من جزء من الآية 156 من سورة البقرة في القرآن. تهدف إلى رفع الروح المعنوية، واستقرار الحالة النفسية، وتحصين المسلم من الوقوع في الاعتراض، والرضا بالقضاء والقدر.

## ذكرها

### في القرآن
- في سورة البقرة: ﴿وَلَنَبْلُوَنَّكُمْ بِشَيْءٍ مِنَ الْخَوْفِ وَالْجُوعِ وَنَقْصٍ مِنَ الْأَمْوَالِ وَالْأَنْفُسِ وَالثَّمَرَاتِ وَبَشِّرِ الصَّابِرِينَ ۝١٥٥ الَّذِينَ إِذَا أَصَابَتْهُمْ مُصِيبَةٌ قَالُوا إِنَّا لِلَّهِ وَإِنَّا إِلَيْهِ رَاجِعُونَ ۝١٥٦ أُولَئِكَ عَلَيْهِمْ صَلَوَاتٌ مِنْ رَبِّهِمْ وَرَحْمَةٌ وَأُولَئِكَ هُمُ الْمُهْتَدُونَ ۝١٥٧﴾ [البقرة:155–157].

### في السنَّة
- روى عبد الرحمن بن عوف عن النبي محمد ﷺ أنّه قال: «إذا أصابَ أحدَكم مصيبةٌ فليقل إنَّا للَّهِ وإنَّا إليهِ راجعونَ اللَّهمَّ عندَك احتسبتُ مصيبتي فأجرني فيها وأبدلني منها خيرًا».[3]
- عن أُم سلمة أنها قالت سمعت رسول الله يقول: ما من مسلمٍ تصيبُه مصيبةٌ فيقولُ ما أمره اللهُ: (إنَّا للهِ وإنَّا إليه راجعون) اللَّهمَّ أْجُرْني في مصيبتي واخلُفْ لي خيرًا منها، إلَّا أخلف اللهُ له خيرًا منها. قالت: فلمَّا مات أبو سلمة قلتُ: أيُّ المسلمين خيرٌ من أبي سلمةَ؟ أوَّلُ بيتٍ هاجر إلى رسولِ اللهِ ﷺ. ثمَّ إنِّي قلتُها، فأخلف اللهُ لي رسولَ اللهِ ﷺ. قالت: أرسل إليَّ رسولُ اللهِ ﷺ حاطب بن أبي بلتعة يخطِبُني له، فقلتُ: إنَّ لي بنتًا وأنا غيورٌ، فقال: «أمَّا ابنتُها فندعو اللهَ أن يغنيَها عنها، وأدعو اللهَ أن يذهبَ بالغيْرةِﷺ.[4]
- روى الترمذي في سننه عن أبي موسى الأشعري: أن رسول الله صلى الله عليه وسلم قال: إذا مات ولد العبد قال الله لملائكته قبضتم ولد عبدي؟ فيقولون نعم، فيقول قبضتم ثمرة فؤاده؟ فيقولون نعم، فيقول: ماذا قال عبدي؟ فيقولون: حمدك واسترجع، فيقول الله: ابنوا لعبدي بيتا في الجنة وسموه بيت الحمد.[5][6]